# Gabinete do ódio
Gabinete do Ódio é o nome dado a um grupo de assessores de Jair Bolsonaro que atuavam no Palácio do Planalto e foram coordenados pelo ex-presidente e por Carlos Bolsonaro. O grupo atuava na gestão das redes sociais do ex-presidente e foi formado durante a campanha para a Eleição presidencial no Brasil em 2018, continuando a atuar até o fim de seu mandato.

## Histórico
A existência de uma "milícia virtual", com domínio de perfis falsos em redes sociais e divulgação de fake news direcionadas a atacar adversários, foi inicialmente divulgada em meados de 2019 pela deputada Joice Hasselmann, antiga aliada de Jair Bolsonaro. Segundo a deputada, o grupo foi responsável por difundir em massa notícias falsas relacionadas, dentre outros assuntos, ao suposto "kit gay" e à "mamadeira de piroca", vinculando-as ao candidato Fernando Haddad durante a eleição presidencial de 2018; o mesmo grupo teria sido responsável, meses antes, por divulgar informações falsas difamando a vereadora Marielle Franco, assassinada em março de 2018, alegando falsamente que a vereadora seria casada com um traficante e apoiadora da organização criminosa Comando Vermelho.
A atuação do "gabinete do ódio", assim denominado, foi inicialmente reportada pelo jornal O Estado de S. Paulo em setembro de 2019, e se notabilizou a partir da CPMI das Fake News. Deputados anteriormente aliados ao governo Bolsonaro, incluindo, além de Joice Hasselmann, Alexandre Frota e Heitor Freire, relataram a existência do grupo, que se autodenomina "Gabinete do Ódio", descrevendo as frentes de atuação e os métodos utilizados. As alegações principais são de que o grupo utiliza as redes sociais e ferramentas de disparos em massa, principalmente via WhatsApp, conforme relatório da Polícia Federal: "um grupo que produz conteúdos e/ou promove postagens em redes sociais atacando pessoas (alvos) – os ‘espantalhos’ escolhidos – previamente eleitas pelos integrantes da organização, difundindo-as por múltiplos canais de comunicação". O inquérito 4.781 indica a existência do  "gabinete do ódio" 
O conteúdo divulgado inclui a propagação de notícias falsas, o uso de robôs e de investimentos pesados em promoção do conteúdo gerado. Há suspeitas de que pelo menos parte do dinheiro usado na divulgação dessas notícias seja público.
Além dos ex-aliados do governo, a existência do gabinete é apontada pela Polícia Federal e por ministros do Supremo Tribunal Federal, mas é negada pelo presidente.
Em 11 de julho de 2024, a Polícia Federal, que deflargou a Operação Última Milha, descobriu indícios apontando uma ligação entre dirigentes da Agência Brasileira de Inteligência (Abin) com o gabinete do ódio, uma equipe digital que, segundo as investigações, operava dentro do Palácio do Planalto para difundir notícias falsas contra adversários do então presidente da República Jair Bolsonaro.

## Atuação
O nome, utilizado pelo próprio grupo, foi escolhido por ter como principal forma de atuação a produção e divulgação de conteúdo de ataque a pessoas e instituições vistas como críticas do governo.

### Métodos
Segundo relatório preparado pela Polícia Federal, o grupo tem um processo bem estabelecido de atuação, que consiste em quatro etapas:
1. Eleição, fase em que é escolhido a pessoa ou instituição que será alvo de ataques;
2. Preparação, em que o conteúdo ofensivo é produzido e as tarefas são divididas dentro do grupo;
3. Ataque, fase de publicação em redes sociais e disparos em massa nos aplicativos de mensagem;
4. Reverberação, fase em que o conteúdo é retransmitido e impulsionado nas redes, inclusive "por autoridades públicas e/ou pelos meios de comunicação tradicionais".[7]

A reverberação do conteúdo é, segundo depoimentos na CPMI das Fake News, impulsionada por robôs. Além dos assessores diretos da presidência, o deputado Alexandre Frota alega a replicação de conteúdo era impulsionada com a participação do site Terça Livre, coordenado pelo blogueiro Allan dos Santos. Segundo mensagens divulgadas, Allan se envolveu com o processo de disseminação de notícias falsas financiado pelo empresário Luciano Hang após intermediação do senador Flávio Bolsonaro. O blogueiro foi condenado pelo STF pela disseminação de conteúdo calunioso e está atualmente foragido nos Estados Unidos.

### DarkMatter
Em novembro de 2021, integrantes do gabinete que viajaram a Dubai na comitiva presidencial para participar do Dubai AirShow se reuniram com representantes da DarkMatter, uma ferramenta espiã desenvolvida para invadir computadores e celulares de alvos, inclusive desligados. O foco principal da aquisição seria a eleição presidencial de 2022.

## Atuação durante a Pandemia de COVID-19
A CPI da COVID-19, realizada pelo Senado Federal durante a pandemia de COVID-19, identificou 15 pessoas, dentre as quais o próprio presidente Bolsonaro, como ligados ao Gabinete do Ódio. A CPI concluiu que o gabinete foi utilizado para minimizar os riscos da emergência sanitária, contrariar orientações da Organização Mundial da Saúde e promover tratamentos sem comprovação científica, como a hidroxicloroquina e outras formas de tratamento precoce contra a COVID-19. A disseminação de notícias falsas durante a pandemia é apontada como uma das responsáveis pelo alto número de mortes no Brasil.
Durante depoimento na CPMI, o empresário Luciano Hang negou envolvimento no gabinete paralelo, mas reconheceu contribuir para a disseminação de conteúdo defendendo o uso da cloroquina para tratamento da COVID-19, uma das principais pautas do gabinete durante a pandemia de COVID-19.